# Spirostreptus contayanus
Spirostreptus contayanus är en mångfotingart som beskrevs av Chamberlin 1941. Spirostreptus contayanus ingår i släktet Spirostreptus och familjen Spirostreptidae. Inga underarter finns listade i Catalogue of Life.